# Ceracrisoides
Ceracrisoides is een geslacht van rechtvleugeligen uit de familie veldsprinkhanen (Acrididae). De wetenschappelijke naam van dit geslacht is voor het eerst geldig gepubliceerd in 1985 door Liu.

## Soorten
Het geslacht Ceracrisoides omvat de volgende soorten:
- Ceracrisoides kunmingensis Liu, 1985
- Ceracrisoides lincangensis Mao, 2001
- Ceracrisoides shannanensis Bi & Xia, 1987
- Ceracrisoides viridis Zheng & Yang, 1988